# هیچ‌کس (فیلم ۱۹۲۱)
هیچ‌کس (به انگلیسی: Nobody) یک فیلم صامت معمایی آمریکایی محصول سال ۱۹۲۱ میلادی به کارگردانی رولاند وست با بازی جی. هربرت فرانک، جوئل کارمن، ویلیام بی. دیویدسون و کنث هارلن است.